# Curcuma mukhraniae
Curcuma mukhraniae là một loài thực vật có hoa trong họ Gừng. Loài này được Rajeev Kumar Singh và Arti Garg mô tả khoa học đầu tiên năm 2014. Mẫu định danh R. Kr. Singh 191765 thu thập ngày 25 tháng 8 năm 2007 ở cao độ ~500 m tại Kollur, Khu bảo tồn thiên nhiên Mookambika, huyện Udupi, bang Karnataka, Ấn Độ.

## Từ nguyên
Tính từ định danh mukhraniae là để tưởng nhớ tới Mukhrani Devi, bà của tác giả Singh.

## Phân bố
Loài này có tại bang Karnataka, tây nam Ấn Độ. Sinh sống trên đất đá ong và sỏi, ở cao độ 100–700 m trên các cao nguyên đá ong lộ thiên, vùng ven các rừng từ lá sớm rụng tới bán thường xanh ẩm ướt và các dốc ven đường tại Ghats.

## Mô tả
Cây thảo lâu năm; chồi lá cao 15–25 cm; thân giả cao 6–10 cm. Thân rễ kích thước 1,5-2 × 0,8–1 cm, hình trứng, ruột trắng; không củ không cuống; rễ nhiều, màu trắng nhạt; không củ rễ. Lá 5-10, mọc thành búi ở gốc, xếp thành 2 hàng; cuống lá dài 5–8 cm, xanh lục; phiến lá 8-15 × 4,5–9 cm, hình trứng-elip hoặc trứng ngược, xanh lục, đáy gần đều, đỉnh nhọn, nhẵn nhụi; lưỡi bẹ 3–4 mm, xanh lục. Cụm hoa 6-12 × 3–4 cm, giữa búi lá, thường trước khi xuất hiện lá, với mào khác biệt; cuống cụm hoa 6–8 cm; cành hoa bông thóc 4-6 × 3–4 cm. Lá bắc mào 4-6, kích thước 3,5-4 × 1,3-1,5 cm, thuôn dài-hình mác, rậm, hợp nhất tại gốc, màu tía ánh hồng, nhẵn nhụi. Lá bắc sinh sản 7-12, kích thước 3,4-3,8 × 2-2,5 cm, hình trứng, hơi uốn ngược, xanh lục với sắc tía ánh hồng, nhẵn nhụi. Lá bắc con 5-7 × 2–3 mm, hình mác, tía ánh hồng nhạt. Hoa bề ngang 5,5-6,2 cm, 2-3 hoa mỗi lá bắc, lớn hơn lá bắc. Đài hoa dài 1-1,2 cm, 3 thùy, tía ánh hồng, nhẵn nhụi. Ống tràng 3,2-3,6 cm, tía ánh hồng sẫm; các thùy không đều, tía ánh hồng, nhẵn nhụi; thùy lưng 1,8–2 cm, hình trứng-thuôn dài, có nắp ở đỉnh; nắp dài 2–3 mm; các thùy bên 1,4-1,6 cm, hình elip, đỉnh tù. Cánh môi 2,4-2,7 × 2,2-2,3 cm, nhẵn nhụi, phần đáy màu tía ánh hồng, phần khác màu trắng, với khe ở giữa và dải màu vàng sẫm ở giữa. Nhị lép bên 2,3-2,5 × 1,4-1,5 cm, hình trứng-thuôn dài, tía ánh hồng, nhẵn nhụi. Mô vỏ bao phấn dài 6–8 mm, song song, có nắp, tuyến ở lưng, có cựa; cựa dài ~3 mm, hướng xuống dưới; mô kết nối tạo thành mào tròn màu tía ánh hồng, nhẵn nhụi. Tuyến trên bầu 2, dài 3–4 mm, tía ánh hồng. Bầu nhụy dài 3,5–4 mm, 3 ngăn, nhiều noãn, nhẵn nhụi, đính trụ; vòi nhụy hình chỉ; đầu nhụy 2 môi, áp ép trong mô vỏ và mào bao phấn. Quả nang 1,3-1,5 × 1-1,2 cm, hình trứng,  lá đài bền, màu lục ánh vàng, nhẵn nhụi. Hạt dài 4–5 mm, hình trứng ngược, áo hạt trắng, xé rách. Ra hoa tháng 6-đầu tháng 9, tạo quả cuối tháng 9-11.
Loài có quan hệ gần là C. karnatakensis, nhưng khác ở chỗ C. karnatakensis có củ rễ, cụm hoa ở cả bên lẫn trung tâm, lá bắc và lá bắc con nhỏ hơn, hoa nhỏ hơn màu vàng ánh trắng, đài hoa dài hơn màu lục nhạt, ống tràng ngắn hơn màu vàng nhạt, cánh môi nhỏ hơn màu trắng với dải giữa màu vàng, nhị lép bên dài hơn nhưng hẹp hơn màu trắng, mô vỏ bao phấn ngắn hơn màu trắng, cựa ngắn hơn, chỉ dài ~2mm.